# Liste des monuments historiques de Noirmoutier-en-l'Île
Cet article recense les monuments historiques de Noirmoutier-en-l'Île, dans le département de Vendée, en France.
| Monument                                      | Commune              | Adresse                 | Coordonnées                        | Notice         | Protection | Date      | Illustration                                  |
| --------------------------------------------- | -------------------- | ----------------------- | ---------------------------------- | -------------- | ---------- | --------- | --------------------------------------------- |
| Abbaye de la Blanche                          | Noirmoutier-en-l'Île |                         | 47° 01′ 34″ nord, 2° 16′ 16″ ouest | « PA00110181 » | Inscrit    | 1926 1996 | Abbaye de la Blanche                          |
| Château de Noirmoutier                        | Noirmoutier-en-l'Île | Rue des Douves          | 47° 00′ 02″ nord, 2° 14′ 32″ ouest | « PA00110182 » | Classé     | 1994      | Château de Noirmoutier                        |
| Dolmen de la Pointe de l'Herbaudière          | Noirmoutier-en-l'Île | Pointe de l'Herbaudière | 47° 01′ 27″ nord, 2° 18′ 25″ ouest | « PA00110184 » | Classé     | 1895      | Dolmen de la Pointe de l'Herbaudière          |
| Dolmen de la Table                            | Noirmoutier-en-l'Île |                         | 46° 59′ 31″ nord, 2° 09′ 59″ ouest | « PA00110183 » | Classé     | 1895      | Image manquante Téléverser                    |
| Église Saint-Philbert de Noirmoutier-en-l'Île | Noirmoutier-en-l'Île | Rue de l'Église         | 47° 00′ 01″ nord, 2° 14′ 28″ ouest | « PA00110185 » | Classé     | 1898      | Église Saint-Philbert de Noirmoutier-en-l'Île |
| Hôtel Jacobsen                                | Noirmoutier-en-l'Île | Rue du Général Passaga  | 46° 59′ 59″ nord, 2° 14′ 37″ ouest | « PA85000053 » | Inscrit    | 2013      | Hôtel Jacobsen                                |
| Maison de Lebreton-des-Grapillères            | Noirmoutier-en-l'Île | Quai Cassard            | 46° 59′ 57″ nord, 2° 14′ 32″ ouest | « PA00110186 » | Inscrit    | 1930      | Maison de Lebreton-des-Grapillères            |
| Phare du Pilier                               | Noirmoutier-en-l'Île |                         | 47° 02′ 34″ nord, 2° 21′ 36″ ouest | « PA85000048 » | Inscrit    | 2012      | Phare du Pilier                               |
| Phare de la Pointe des Dames                  | Noirmoutier-en-l'Île | la Pointe des Dames     | 47° 00′ 40″ nord, 2° 13′ 16″ ouest | « PA85000047 » | Inscrit    | 2011      | Phare de la Pointe des Dames                  |